# 送雀
送雀（日语：／ Okusuzume），傳說是日本和歌山縣和奈良縣吉野郡東吉野村的妖怪。和歌山縣地區亦稱雀送（日语：／）（すずめおくり）。因為聲音像現實中的灰頭鹀，又稱蒿雀（日语：／ Aoji）。。
後送雀是外型像麻雀的小鳥，白天和晚上都會出現，一邊在行人身邊警告，一邊飛來飛去。